# Orazio Nobili
Orazio Nobili, oppure Orazio de' Nobili (Padova, XVI secolo – XVI secolo), è stato un attore italiano.

## Biografia
Orazio Nobili nacque a Padova nel XVI secolo e fu un attore della Commedia dell'arte, molto apprezzato nei ruoli seri e difatti nelle parti da "innamorato" ebbe talmente fortuna, che il nome di Orazio, da lui utilizzato per il tipo dell'amoroso, rimase nella tradizione della Commedia dell'arte.
In base ai documenti storici risalenti al XVI secolo, Nobili fu maestro di recitazione della celebre Isabella Andreini e si esibì assieme ad attori di grandi capacità nella Compagnia dei Gelosi.
Anche il nome dell'attrice Andreini, come quello di Orazio, rimase in un personaggio tipo della Commedia dell'arte, quello di Isabella, della classe degli "innamorati", ritratta, in genere, come donna sensuale e voluttuosa, chiacchierona e testarda.
La Compagnia dei Gelosi e Orazio Nobili utilizzavano la pratica teatrale della Commedia dell'Arte: nessun testo scritto, ma un canovaccio, un soggetto di massima che veniva riempito dalle improvvisazioni degli attori che interpretavano personaggi codificati dalla tradizione - la serva astuta, il pedante, il ricco gabbato, gli amorosi - con un repertorio di situazioni comiche. Il loro prestigio dipendeva, oltre che dalle capacità individuali, dal valore unitario della compagnia intera di cui, come scrisse Francesco Andreini, «tutte le parti della famosa Compagnia erano singolari».
I Gelosi, con Orazio Nobili come uno dei loro migliori esponenti, furono la prima troupe a essere acclamata dalla nobiltà: nel 1574 e nel 1577 si esibirono per il re di Francia Enrico III. In seguito girarono tutta l'Europa, diffondendo con successo la commedia dell'arte in Francia, Polonia, Spagna, Germania, Inghilterra.